# Bazardüzü
A Bazadüzü (azeriül Bazardüzü dağı) hegycsúcs a Nagy-Kaukázusban, az Oroszországi Föderáció (ezen belül Dagesztán) és Azerbajdzsán határán. A 4466 méter magas hegy Azerbajdzsán legmagasabb csúcsa. A hegy közelében van Oroszország legdélibb pontja.

## Fordítás
Ez a szócikk részben vagy egészben  a   Mount Bazardüzü című angol Wikipédia-szócikk ezen változatának fordításán alapul.  Az eredeti cikk szerkesztőit annak laptörténete sorolja fel. Ez a jelzés csupán a megfogalmazás eredetét és a szerzői jogokat jelzi, nem szolgál a cikkben szereplő információk forrásmegjelöléseként.